# محمد فوزي
محمد فوزي (15 أغسطس 1918  - 20 أكتوبر 1966) مغني وملحن وسينمائي مصري. 
تربع "فوزي" على عرش السينما الغنائية والاستعراضية طيلة الأربعينيات والخمسينيات في مصر خلال القرن العشرين، وتميز أسلوبه الفني بالبساطة والبهجة، إضافة إلى امتلاكه موهبة في إدارة المال والأعمال والإنتاج الفني. محمد فوزي هو صاحب لحن النشيد الوطني الجزائري قسما الذي نظمه شاعر الثورة الجزائرية مفدي زكريا.

## عن حياته
ولد في قرية كفر أبو جندي التابعة لمركز قطور بمحافظة الغربية، وهو الابن الحادي والعشرين من أصل خمسة وعشرين ولداً وبنتاً، منهم المطربتين هدى سلطان، وهند علام. نال محمد فوزي الابتدائية من مدرسة طنطا عام 1931م. مال محمد فوزي إلى الموسيقى والغناء منذ كان تلميذاً في مدرسة طنطا الابتدائية، وكان قد تعلم أصول الموسيقى في ذلك الوقت على يدي أحد رجال المطافئ محمد الخربتلي، وهو من أصدقاء والده وكان يصحبه للغناء في الموالد والليالي والأفراح. تأثر بأغاني محمد عبد الوهاب وأم كلثوم، وصار يغني أغانيهما على الناس في حديقة المنتزه، وفي احتفالات المدينة بمولد السيد البدوي.
التحق بعد نيله الشهادة الإعدادية بمعهد فؤاد الأول للموسيقي في القاهرة، وبعد عامين على ذلك تخلى عن الدراسة ليعمل في ملهى الشقيقتين رتيبة وإنصاف رشدي قبل أن تغريه بديعة مصابني بالعمل في صالتها، حيث تعرف على فريد الأطرش، ومحمد عبد المطلب، ومحمود الشريف، وارتبط بصداقة متينة معهم، واشترك معهم في تلحين الاسكتشات والاستعراضات وغنائها فساعدته فيما بعد في أعماله السينمائية. تقدم وهو في العشرين من عمره، إلى امتحان الإذاعة كمطرب وملحن أسوة بفريد الأطرش الذي سبقه إلى ذلك بعامين، فرسب مطرباً ونجح ملحناً مثل محمود الشريف الذي سبقه إلى النجاح ملحناً.

## بداية مشواره الفني
حضر إلى القاهرة عام 1938م، واضطربت حياته فيها لفترة قبل العمل في فرقة بديعة مصابني ثم فرقة فاطمة رشدي ثم الفرقة القومية للمسرح.
كان الغناء هاجس محمد فوزي، لذا قرر إحياء أعمال سيد درويش لينطلق منها إلى ألحانه التي هي مِلْئ رأسه، وقد سنحت له الفرصة عندما تعاقدت معه الفرقة المصرية للتمثيل والموسيقى ممثلاً ومغنياً بديلاً من المطرب إبراهيم حمودة في مسرحية «شهرزاد» لسيد درويش، ولكنه أخفق عند عرضه الأول على الرغم من إرشادات المخرج زكي طليمات، وقيادة محمد حسن الشجاعي الموسيقية، الأمر الذي أصابه بالإحباط، ولا سيما أمام الجمهور الذي لم يرحمه، فتوارى زمناً إلى أن عرضت عليه الممثلة فاطمة رشدي، التي كانت تميل إليه وتؤمن بموهبته، العمـل في فرقتها ممثلاً وملحناً ومغنياً فلبى عرضها شاكراً. وفي العام 1944 طلبه يوسف وهبي ليمثل دوراً صغيراً في فيلم «سيف الجلاد» يغني فيه من ألحانه أغنيتين، واشترط عليه أن يكتفي من اسمه (محمد فوزي حبس عبد العال الحو) بمحمد فوزي فقط، فوافق من دون تردد.
شاهد المخرج محمد كريم فيلم «سيف الجلاد»، وكان يبحث عن وجه جديد ليسند إليه دور البطولة في فيلم «أصحاب السعادة» أمام سليمان نجيب والمطربة رجاء عبده، فوجد ضالته في محمد فوزي، واشترط عليه أن يجري جراحة تجميلية لشفته العليا المفلطحة قليلاً، فخضع لطلبه، واكتشف بعدئذٍ أن محمد كريم كان على حق في هذا الأمر. كان نجاحه في فيلم «أصحاب السعادة» كبيراً غير متوقع، وساعده هذا النجاح على تأسيس شركته السينمائية التي حملت اسم أفلام محمد فوزي في عام 1947.
دأبت الإذاعة المصرية التي رفضته مطرباً، على إذاعة أغانيه السينمائية من دون أن تفكر بالتعاقد معه. وبعد ثورة يوليو 1952؛ دخل الإذاعة بقوة بأغانيه الوطنية كأغنية «بلدي أحببتك يا بلدي»، والدينية من مثل: «يا تواب يا غفور»، و«إلهي ما أعدلك». وأغاني الأطفال مثل «ماما زمانها جاية» و«ذهب الليل»، والتي غنّاها في فيلم «معجزة السماء». كذلك اشترك مع مديحة يسري، عماد حمدي، شادية، فريد شوقي وهدى سلطان في رحلات قطار الرحمة التي أمرت بتسييره الثورة عام 1953 بين مديريات الوجه البحري والآخر القبلي، وقدَّم جانباً من فنه مع الفنانين الآخرين لمواساة المرضى في المستشفيات، وفي مراكز الرعاية الاجتماعية.
غنّى فوزي العديد من الأغاني التي كانت من ألحانه في مجموعة من الأفلام، كما لحن للعديد من مطربي عصره أمثال محمد عبد المطلب وليلى مراد ونازك وهدى سلطان ونجاح سلام، وغيرهم الكثير.

### النشيد الوطني الجزائري
في عام 1956 ذهب اثنان من مسؤولي الجزائر إلى مصر وقابلوا محمد فوزي في إذاعة صوت العرب وطلبوا منه تلحين النشيد القومي الجزائري، لكن محمد أبو الفتوح رئيس القسم المغربي في الإذاعة اعترض على فوزي، واعتبره ملحنا خفيفا ولا يصلح لتلحين النشيد القومي. أخذ فوزي الأمر على أنه تشكيك بقدراته وموهبته وقدم نشيد قسما، وقام بتلحين النشيد القومي الجزائري الذي لايزال حتى يومنا هذا.

### تأسيس شركة مصرفون ثم تأميمها
عام 1958م استطاع فوزي تأسيس شركة مصرفون لإنتاج الإسطوانات، وفرّغ نفسه لإدارتها، حيث كانت تعتبر ضربة قاصمة لشركات الإسطوانات الأجنبية التي كانت تبيع الإسطوانة بتسعين قرشاً، بينما كانت شركة فوزي تبيعها بخمسة وثلاثين قرشاً، وأنتجت شركته أغاني كبار المطربين في ذلك العصر مثل أم كلثوم ومحمد عبد الوهاب وغيرهما.
دفع تفوق شركة فوزي وجودة إنتاجها إلى قيام الحكومة بتأميمها سنة 1961م وتعيينه مديراً لها بمرتب 100 جنيه الأمر الذي أصابه باكتئاب حاد كان مقدمة رحلة مرضه الطويلة التي انتهت برحيله بمرض سرطان العظام في 20 أكتوبر 1966م. يقول أحمد السماحي: «إن التأميم كان السبب في انهيار فوزي فبعدما كان صاحب الشركة وعمودها الفقري وهي كل حياته، بدأ عمله فيها يتقلص، حتى جاءها في أحد الأيام وجد على بابها أحد الأشخاص يقول له سنعطيك مرتبا شهريا مئة جنيه، وسيكون لك فيها مكتب وستكون رئيس الشركة، لكنه وجد مكتبه الخاص في الحجرة التي كانت بوفيه للشاي والقهوة.»

## وفاته

جنازة الفنان محمد فوزي

أسس شركة (مصرفون) لتكون أول شركة للأسطوانات في الشرق الأوسط والتي لحق بها استوديو لتسجيل الألحان والأغاني وكان تأميم هذه الشركة في أوائل الستينات من أكبر الصدمات في حياته بل وأعظمها، بدأت بعدها متاعبه الصحية ومرضه الذي احتار أطباء العالم في تشخيصه وقرر السفر للعلاج بالخارج وبالفعل سافر إلى لندن في أوائل العام 1965م ثم عاد إلى مصر ولكنه سافر مرة أخرى إلى ألمانيا بعدها بشهرين إلا أن المستشفى الألماني أصدر بيانا قال فيه أنه لم يتوصّل إلى معرفة مرضه الحقيقي ولا كيفية علاجه وأنه خامس شخص على مستوى العالم يصيبه هذا المرض حيث وصل وزنه إلى 36 كيلو. (المرض هو تليف الغشاء البريتوني الخلفي) فيما بعد وأطلق على هذا المرض وقتها (مرض فوزي) هكذا سماه الدكتور الألماني باسم محمد فوزي. وهكذا دخل محمد فوزي دوّأمة طويلة مع المرض الذي أودى بحياته إلى أن توفي في 20 أكتوبر عام 1966م.

## حياته الخاصة
هو شقيق للممثلة والمطربة هدى سلطان، والمطربة هند علام.
تزوج محمد فوزي عام 1943م بزوجته الأولى السيدة "هداية" وأنجب منها (المهندس نبيل 1944 ـ المهندس سمير 1946 ـ الدكتور منير 1948). انفصل عنها عام 1952، تزوج عام 1952 بالفنانة مديحة يسري وأنجب منها "عمرو" عام 1955 (وقد توفي لها ابنان من محمد فوزي) وانفصل عنها عام 1959م. تزوج عام 1960 بزوجته الثالثة كريمة وأنجب منها ابنته الصغرى "إيمان" عام 1961 وبقيت معه حتى وفاته.

## الأعمال والإرث الفني
بلغ رصيد محمد فوزي من الأغنيات 400 أغنية منها حوالي 300 في الأفلام من أشهرها «حبيبي وعينيه»، و«شحات الغرام»، و«تملي في قلبي»، و«وحشونا الحبايب»، و«اللي يهواك أهواه»، و«مال القمر ماله»، ومجموعة من أجمل أغنيات الأطفال التي أشهرها «ماما زمانها جاية» و«ذهب الليل طلع الفجر» والأغنية الوطنية الشهيرة «بلدي أحببتك يا بلدي» وأغاني المناسبات ك «هاتوا الفوانيس يا ولاد» الخاصة برمضان وأغنية «إنتي يا أمي» الخاصة بعيد الأم، وغيرها من الأغاني وله لحن خاص واسمه «يا مصطفى» والذي أصبح أيقونة في الموسيقى العالمية حيث اُستُخدم في أغاني عالمية كثيرة.
مثّل محمد فوزي 36 فيلماً (هذا عدا عن ظهور آخر له في فيلم ليالي القاهرة عام 1939)، وهو بذلك على الأرجح أكثر المطربين الذكور تمثيلاً. كما أنه كان يسمح لملحنين آخرين بالتلحين في الأفلام التي يمثلها (مثل أفلام قبلني يا أبي، ونرجس ، وثورة المدينة ، وليلى بنت الشاطئ)، في حين قام محمد عبد الوهاب، وفريد الأطرش بتلحين كل الأغاني في الأفلام التي مثلوها كلٌ على حدة.
| اسم الفيلم           | تاريخ العرض    | المخرج             |
| -------------------- | -------------- | ------------------ |
| سيف الجلاد           | 9 أكتوبر 1944  | يوسف وهبي          |
| قبلة في لبنان        | 3 يناير 1945   | أحمد بدرخان        |
| أصحاب السعادة        | 1 أبريل 1946   | محمد كريم          |
| مجد ودموع            | 4 مارس 1946    | أحمد بدرخان        |
| عدو المرأة           | 16 ديسمبر 1946 | عبد الفتاح حسن     |
| قبلني يا أبي         | 8 سبتمبر 1947  | أحمد بدرخان        |
| عروسة البحر          | 27 سبتمبر 1947 | عباس كامل          |
| صباح الخير           | 1 ديسمبر 1947  | حسين فوزي          |
| العقل في إجازة       | 12 مايو 1947   | حلمي رفلة          |
| صاحبة العمارة        | 18 مارس 1948   | عبد الفتاح حسن     |
| حب وجنون             | 29 مارس 1948   | حلمي رفلة          |
| نرجس                 | 15 مايو 1948   | عبد الفتاح حسن     |
| الروح والجسد         | 4 أكتوبر 1948  | حلمي رفلة          |
| بنت حظ               | 1 نوفمبر 1948  | عبد الفتاح حسن     |
| المرأة شيطان         | 28 فبراير 1949 | عبد الفتاح حسن     |
| المجنونة             | 31 يناير 1949  | حلمي رفلة          |
| فاطمة وماريكا وراشيل | 25 يوليو 1949  | حلمي رفلة          |
| صاحبة الملاليم       | 26 سبتمبر 1949 | عز الدين ذو الفقار |
| بنت باريز            | 3 أبريل 1950   | حلمي رفلة          |
| آه من الرجالة        | 2 يونيو 1950   | حلمي رفلة          |
| غرام راقصة           | 18 سبتمبر 1950 | حلمي رفلة          |
| الزوجة السابعة       | 10 أبريل 1950  | إبراهيم عمارة      |
| الآنسة ماما          | 10 يوليو 1950  | حلمي رفلة          |
| الحب في خطر          | 2 يوليو 1951   | حلمي رفلة          |
| نهاية قصة            | 3 سبتمبر 1951  | حلمي رفلة          |
| ورد الغرام           | 10 ديسمبر 1951 | هنري بركات         |
| من أين لك هذا        | 9 يونيو 1952   | نيازي مصطفى        |
| يا حلاوة الحب        | 29 أكتوبر 1952 | حسين فوزي          |
| ابن للإيجار          | 13 سبتمبر 1953 | حلمي رفلة          |
| فاعل خير             | 21 مارس 1953   | حلمي رفلة          |
| دايماً معاك           | 2 أغسطس 1954   | هنري بركات         |
| بنات حواء            | 1 مارس 1954    | نيازي مصطفى        |
| ثورة المدينة         | 30 أكتوبر 1955 | حلمي رفلة          |
| معجزة السماء         | 19 مارس 1956   | عاطف سالم          |
| ليلى بنت الشاطئ      | 12 يناير 1959  | حسين فوزي          |
| كل دقة في قلبي       | 9 فبراير 1959  | أحمد ضياء الدين    |

### أفلام محمد فوزي
قام محمد فوزي بإنتاج عدد من الأفلام بين عامي 1947 و 1959، جميعها من بطولته عدا فيلمي فتوات الحسينية، والغائبة.
| السنة | الأعمال                                          |
| ----- | ------------------------------------------------ |
| 1947  | العقل في إجازة                                   |
| 1948  | حب وجنون · الروح والجسد                          |
| 1949  | المجنونة · فاطمة وماريكا وراشيل · صاحبة الملاليم |
| 1950  | غرام راقصة · الآنسة ماما                         |
| 1951  | نهاية قصة · ورد الغرام                           |
| 1952  | من أين لك هذا                                    |
| 1953  | فاعل خير                                         |
| 1954  | فتوات الحسينية · دايما معاك · بنات حواء          |
| 1955  | الغائبة                                          |
| 1956  | معجزة السماء                                     |
| 1959  | كل دقة في قلبي                                   |

## روابط خارجية
- محمد فوزي على موقع IMDb (الإنجليزية)
- محمد فوزي على موقع قاعدة بيانات الأفلام العربية
- محمد فوزي على موقع ميوزك برينز (الإنجليزية)
- محمد فوزي على موقع ديسكوغز (الإنجليزية)
- محمد فوزي على موقع قاعدة بيانات الفيلم (الإنجليزية)
- محمد فوزي على موقع كينوبويسك (الروسية)
- https://www.sama3y.net/publications/ellahn/fawzi.pdf أشهر أعمال الفنان محمد فوزي